# Kanton Sarcelles
Der Kanton Sarcelles ist seit 2015 ein französischer Wahlkreis im Arrondissement Sarcelles, im Département Val-d’Oise und in der Region Île-de-France. Er besteht aus der Stadt Sarcelles.